# Jennifer Kellerová

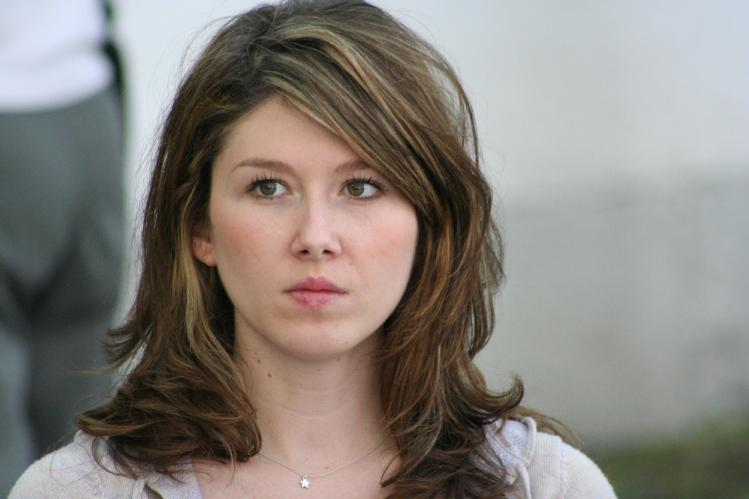
Jewel Staiteová, představitelka dr. Kellerové

Dr. Jennifer Kellerová je fiktivní postava ze seriálu Stargate Atlantis. Ztvárnila ji herečka Jewel Staiteová. Dr. Kellerová se objevila poprvé v poslední epizodě třetí série s názvem "Zaútočit první". Často se objevovala ve čtvrté sérii a počínaje pátou se stala jednou z hlavních postav.

## Život před Atlantis
Narodila se v americkém městě Chippewa Falls ve Wisconsinu, ve kterém poté žila. Krátce předtím, než se přidala k expedici Atlantis, zemřela její matka. Kellerová trpí závratěmi.

## Na Atlantis
Na konci třetí řady nahradila Dr. Carsona Becketta, který zahynul při explozi v epizodě "Neděle". Původně měla být hlavní lékařkou jen dočasně, dokud IOA nenajde někoho jiného. Nakonec však ve funkci zůstala.
V průběhu čtvrté a páté sezóny se začaly vyvíjet její vztahy s Rodneym McKayem a Rononem Dexem. Oba dva o ni sváděli tichý boj, ale nakonec začala chodit s McKayem.

## Zajímavosti
Herečka Jewel Staiteová, která ztvárnila Jennifer Kellerovou, si zahrála ve Stargate Atlantis také postavu mladé wraithské ženy jménem Ellia, a to v epizodě druhé sezóny "Instinkt".